# Tanaecia mirditta
Tanaecia mirditta är en fjärilsart som beskrevs av Hans Fruhstorfer 1913. Tanaecia mirditta ingår i släktet Tanaecia och familjen praktfjärilar. Inga underarter finns listade i Catalogue of Life.